# ویلیام آدلینگ
ویلیام آدلینگ (انگلیسی: William Odling؛ ۵ سپتامبر ۱۸۲۹ در سات‌ارک، لندن – ۱۷ فوریه ۱۹۲۱ در آکسفورد)، شیمی‌دان انگلیسی بود که در توسعه جدول تناوبی مشارکت داشت.
در دهه ۱۸۶۰، آدلینگ، مانند بسیاری از شیمیدانها، روی یک جدول تناوبی عناصر کار می‌کرد. وزن اتمی و ویژگی شیمیایی دوره‌ای عناصر برای او جذاب بود. ویلیام آدلینگ و لوتار فون مایر با گسترش جدول تناوبی مندلیف جدول‌های مشابهی ارائه کردند. آدلینگ جدولی از عناصر را با استفاده از واحدهای تکراری هفت عنصر، که شباهت قابل توجهی با اولین جدول مندلیف دارد، ساخت. گروه‌ها افقی هستند، عناصر از روی افزایش وزن اتمی مرتب شده‌اند و جاهای خالی برای عناصر کشف نشده در نظر گرفته شده‌است. علاوه بر این، آدلینگ مشکل تلوریم ید را برطرف کرد و حتی موفق شد تالیوم، سرب، جیوه و پلاتین را در گروه‌های مناسب قرار دهد، کاری که مندلیف در اولین تلاش خود موفق به انجام آن نشده بود.
ویلیام آدلینگ به رسمیت شناخته نشد، چون به او مشکوک بودند که بهنگام منشی بودن در جامعه شیمیدانان لندن تلاشهای جان الکساندر رینا نیولندز را بی‌اعتبار ساخته‌است تا جدول تناوبی خودش را منتشر کند. چنین جنبهٔ ناشناخته‌ای به خاطر پیشنهاد او بود. آدلینگ در یک سخنرانی در مؤسسهٔ سلطنتی در ۱۸۵۵ که عنوانش ساختمان هیدروکربن‌ها بود، متان را به عنوان یک هیدروکربن پیشنهاد کرد. (شرح مذاکرات مؤسسه سلطنتی، سال ۱۸۵۵، جلد دوم، صفحات ۶۳ تا ۶۶). شاید تحت تأثیر مقاله آدلینگ آوگوست ککوله پیشنهادی مشابه را در سال ۱۸۵۷ ارائه کرد و در مقالهٔ بعدی در همان سال پیشنهاد کرد که کربن عنصری چهار ظرفیتی است.

## حرفه
در ۱۸۵۰ آدلینگ در دانشکدهٔ پزشکی بیمارستان سنت بارتولومو استاد شیمی و در دانشکدهٔ پزشکی بیمارستان گای استاد توضیح‌دهندهٔ کار دستگاه‌ها و مهارت‌های پزشکی شد. با ترک بارتولومو در سال ۱۸۶۸ استاد تمام شیمی مؤسسهٔ سلطنتی شد. پیش از آن وی در ۱۸۶۸ و ۱۸۷۰ برای ایراد سخنرانی کریسمس مؤسسهٔ سلطنتی با عنوان تغییرات شیمیایی کربن و سوختن و نسوختن آن به آنجا دعوت شده بود.
در ۱۸۷۲ وی مؤسسهٔ سلطنتی را ترک کرد و استاد شیمی وین‌فلیت و همکار کالج ووستر دانشگاه آکسفورد شد و در آنجا تا زمان بازنشستگی‌اش در ۱۹۱۲ ماند.
آدلینگ همچنین به عنوان همکار (از ۱۸۴۸ تا ۱۸۵۶)، دبیر افتخاری (از ۱۸۵۶ تا ۱۸۶۹)، نایب رئیس (از ۱۸۶۹ تا ۱۸۷۲)، رئیس (از ۱۸۷۳ تا ۱۸۷۵) انجمن موادشیمیایی لندن بعلاوه بازرس (از ۱۸۷۸ تا ۱۸۸۰ و از ۱۸۸۲ تا ۱۸۹۱)، نایب رئیس (از ۱۸۷۸ تا ۱۸۸۰ و از ۱۸۸۸ تا ۱۸۹۱) و رئیس (از ۱۸۸۳ تا ۱۸۸۸) انجمن سلطنتی شیمی خدمت کرد.
در ۱۸۵۹ همکار انجمن سلطنتی انگلستان شد، و در ۱۸۷۵ از سوی دانشگاه لیدن هلند به او دکترای افتخاری داده شد.